# Nhiệm vụ mang về mẫu vật

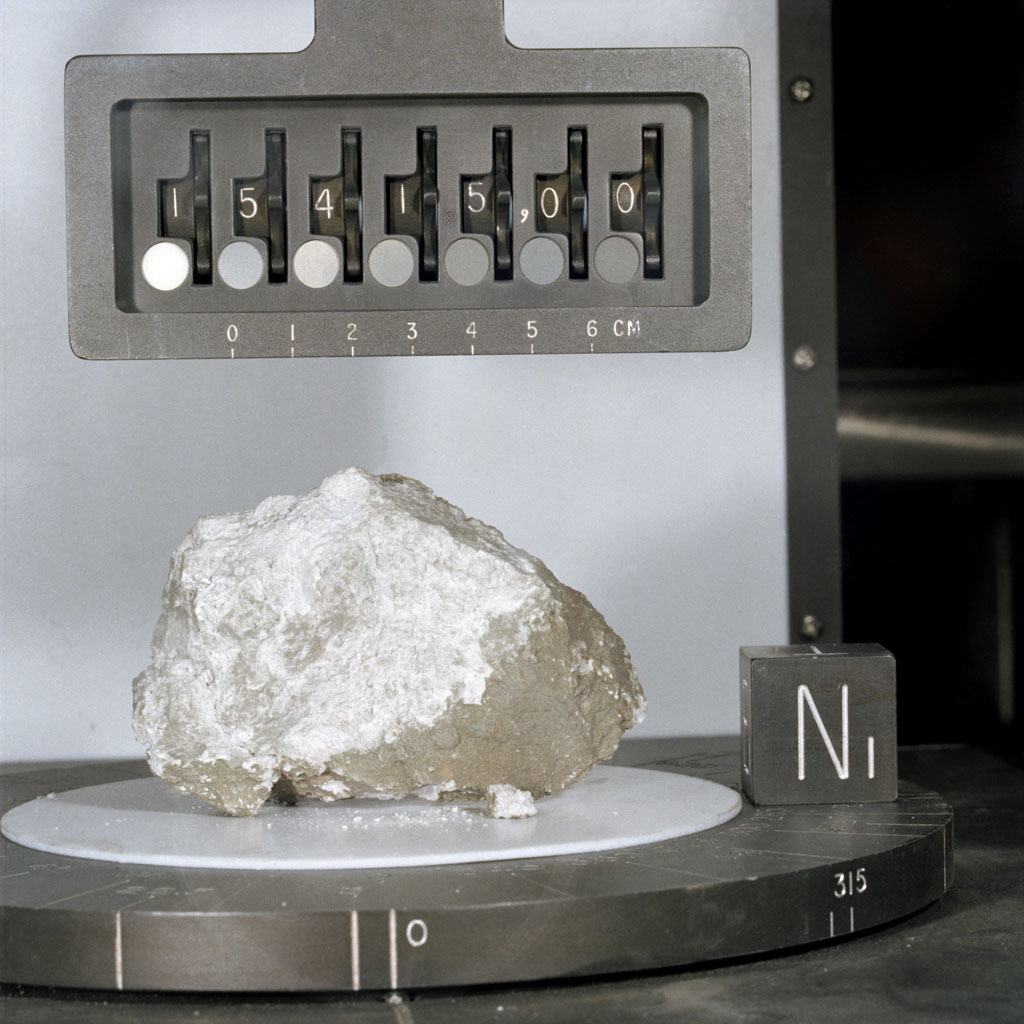
"Genesis Rock", được Apollo 15 mang về từ Mặt Trăng năm 1971.

Nhiệm vụ mang về mẫu vật là một nhiệm vụ tàu vũ trụ với mục tiêu thu thập và mang các mẫu vật hữu hình từ một vị trí ngoài Trái Đất về Trái Đất để phân tích. Các nhiệm vụ mang về mẫu vật có thể bao gồm mang về các nguyên tử và phân tử đơn thuần hoặc một khối lượng của các hợp chất phức tạp như vật liệu rời ("đất") và đá. Các mẫu này có thể thu được bằng nhiều cách, chẳng hạn như đào đất và đào đá, khai thác mỏ, hoặc một mảng thu gom được sử dụng để thu thập các hạt gió Mặt Trời hoặc các mảnh vụn của sao chổi.
Tính đến hiện tại, nhân loại đã thu thập các mẫu của sáu thiên thể trong Hệ Mặt Trời, cũng như các mẫu của gió Mặt Trời. Những mẫu này được thu thập thông qua ba phương pháp: thu thập các mẫu vật của chính Trái Đất, thu thập các thiên thạch rơi xuống Trái Đất và thu thập các mẫu vật thông qua các nhiệm vụ mang về mẫu vật. Các mẫu đá Mặt Trăng được thu thập từ thiên thạch và thông qua các nhiệm vụ mang về mẫu vật với robot và phi hành đoàn. Sao chổi Wild 2 và tiểu hành tinh 25143 Itokawa được tàu vũ trụ robot đến thăm, đã được robot đào và mang mẫu vật về Trái Đất. Hơn nữa, các mẫu của ba vật thể trong Hệ Mặt Trời được xác định chỉ được thu thập bằng các phương tiện không phải là các nhiệm vụ lấy mẫu: các mẫu vật của chính Trái Đất, các mẫu từ Vesta dưới dạng thiên thạch HED và các mẫu vật sao Hỏa từ thiên thạch sao Hỏa.